# Ӫ
ダイアレシス付のӨ（大文字:Ӫ、小文字:ӫ）は、キリル文字のひとつ。アルタイ諸語に属するエヴェン語とウラル語族に属するハンティー語で使われている。Unicodeでは大文字：U+04EA、小文字：U+04EBで表す。

## 呼称
- エヴェン語:
- ハンティー語:
- Unicode: Barred O with Diaresis

## 音素
エヴェン語では円唇前舌め広めの狭母音 /ʏ/を表し、ハンティー語では円唇中舌半広母音 /ɞ/を表す。

## 関連記事
- Ө
- キリル文字
- ダイエレシス